# Acutiserolis margaretae
Acutiserolis margaretae là một loài chân đều trong họ Serolidae. Loài này được Menzies miêu tả khoa học năm 1962.